# Armoiries du Manitoba
Les armoiries du Manitoba ont été octroyées par décret royal du roi Édouard VII le 10 mai 1905. Le cimier, les supports et la devise ont été ajoutés en 1992.
Une version de l'écu figure sur le drapeau du Manitoba.

## Symbolisme
L'écu s'inspire du sceau conféré à la province du Manitoba au moment de sa création en 1870 : la croix de Saint-Georges provient des armoiries de la Compagnie de la Baie d'Hudson qui possédait le territoire où le Manitoba est aujourd'hui situé. Le bison est un symbole des Premières Nations.
Les ornements comprennent le castor, symbole des ressources naturelles, la couronne royale, symbole de la monarchie, le crocus des prairies, symbole floral du Manitoba. La licorne est inspirée des armoiries de l'Écosse car les premiers colons de la province était originaire de ce pays. Sur les colliers : une pierre qui évoque la position centrale de la province au Canada et le fort Garry et une roue de charrette de la rivière Rouge. Les ondes de la terrasse représentent les lacs et rivières du Manitoba et le champ de blé, l'agriculture. 
La devise « Gloriosus et liber » (« Glorieuse et libre ») reprend une phrase de Ô Canada.